# قائمة المواد الكيميائية النباتية في الغذاء
يوجد أدلة كثيرة تشير إلى الفوائد الصحية للوجبات الغذائية الغنية بالفواكه والخضروات والبقوليات والحبوب الكاملة والمكسرات، إلا أن العلماء والسلطات التنظيمية الحكومية لم يُقروا بأية أغذية محددة على أنها تقدم فائدة صحية. تركز الأبحاث الطبية الحالية على ما إذا كانت الآثار الصحية ناجمة عن مغذيات أساسية معينة أو إلى مواد كيميائية نباتية لم يجري تعريفها على أنها ضرورية.
فيما يلي قائمة بالمواد الكيميائية النباتية الموجودة في الأطعمة شائعة الاستهلاك.

## تربينويدسTerpenoids(إيزوبرينويدات isoprenoids)

### الكاروتينات(etraterpenoids)

#### كاروتين
أصباغ برتقالية
- ألفا كاروتين - فيتامين أ carrots, يقطينs, ذرة (نبات)، اليوسفي، orange.
- بيتا كاروتين - فيتامين أ dark, leafy greens, red, orange and yellow fruits and vegetables.
- جاما كاروتين - فيتامين أ،
- سيجما كاروتين δ
- إبسلون كاروتين ε
- لايكوبين Vietnam جاك (فاكهة)، طماطم، ليمون فردوسي، بطيخ أحمر، جوافة، مشمش (فاكهة)s, جزرs, autumn olive.
- نيوروسبورين
- Phytofluene بطاطا حلوة، برتقال.
- فيتوين Phytoene، بطاطا حلوة، برتقال.

#### زانثوفيلXanthophylls
أصباغ صفراء
- الفلفل الحلو الكانثازانثين بابريكا، عيش الغراب، قشريات، سمك and eggs
- β-Cryptoxanthin - فيتامين أ منجا (فاكهة)، اليوسفي، orange، ببايا، دراقes, أفوكادو، بازلاء، ليمون فردوسي، kiwi.
- زياكسانثين wolfberry، سبانخ، كرنب أجعد، لفت greens, ذرة (نبات)، eggs، red pepper، يقطين، orange.
- طحالب أستازانتين الدقيقة طحالب دقيقة، خميرة، كريليات، جمبري، سلمون، كركندs, and some سرطان (حيوان)s.
- لوتين سبانخ، لفت greens, romaine خس, eggs, red pepper, يقطين، منجا (فاكهة)، ببايا، oranges، kiwi، دراقes, squash، براسيكا، prunes، بطاطا حلوةes, honeydew بطيخ، راوند الحدائق، برقوق، أفوكادو، كمثرى (جنس)، كزبرة
- روبيكسانثين دليك (ثمرة).

### ترايتيربينويدTriterpenoid
- صابونين فول الصوياs, فاصولياءs, other بقل، ذرة (نبات)، برسيم حجازي.
- حمض Oleanolic American صبغة أمريكية، غاف غدي، ثوم، يوجينة جاوانية، قرنفلs, and many other رياعة species.
- حمض اليورسوليك تفاحs, ريحان، bilberries، cranberries، خمان، نعناع فلفلي، خزامى، مردقوش شائع، زعتر، hawthorn، برقوق مجففs.
- Betulinic acid سدر هندي tree, سندر، winged beans, منطقة استوائية نبات لاحمs Triphyophyllum peltatum, Ancistrocladus heyneanus  [لغات أخرى]‏, Diospyros leucomelas a member of the كاكي (فاكهة) family, Tetracera boiviniana, the jambul (Syzygium formosanum), chaga (Inonotus obliquus), and many other رياعة species.
- حمض مورونك Rhus javanica (a سماق), mistletoe

### ديتيربينDiterpenes
- كافستول قهوة عربية غير مصفاة مثل مكبس القهوة الفرنسي أو قهوة تركية/قهوة تركية.[2]

### مونوتربينيسMonoterpenes
- الليمونين، oils of ليمون (نبات)، كرز، نعناع مدبب، شبت، ثوم، كرفس، ذرة (نبات)، إكليل الجبل (نبات)، زنجبيل، ريحان.
- كحول بيريليل ليمون (نبات) oils, hops، كروياء، mints.

### ستيرويدSteroids
- فيتوستيرول لوزs, كاجوs, فول سودانيs, سمسمs, حب الشمسs, حبة كاملة، ذرة (نبات)، فول الصوياs, many زيت نباتيs.
  - نضم معروف كامبيسترول.
  - بيتا سيتوستيرول أفوكادو، نخالة، قمح germ, زيت الذرةs, شمرة شائعة، فول سودانيs, فول الصوياs, hawthorn، ريحان، نضم معروف.
  - جاما سيتوستيرول
  - نضم معروف Stigmasterol.

## مركبات فينولية

### فينولات أحادية طبيعية
- أبيول بقدونس، كرفس leaf.
- الكرنوسول إكليل الجبل (نبات)، sage.
- كارفاكرول مردقوش شائع، زعتر، pepperwort، مونردة انبوبية.
- ديلابيول شبت، شمرة شائعة root.
- روزمارينول إكليل الجبل (نبات).

### متعدد الفينول

#### فلافونويدFlavonoids
أصباغ حمراء، زرقاء، أرجوانية
- الفلافونول
  - كيرسيتين red and yellow بصلs, شاي، نبيذ، تفاحs, cranberries، نضم معروف، فاصولياءs, كاشم رومي.
  - كايمبفيرول شاي، strawberries، gooseberries، cranberries، ليمون فردوسي، تفاحs, بازلاءs, براسيكاtes (قنبيط أخضر، كرنب أجعد، كرنب بروكسل، ملفوف), ثوم معمرs, سبانخ، endive، كراث، طماطمes
  - ميريستين عنبs, نبيذ أحمر، berries، جوزs.
  - فيستين strawberries، خيارs.
  - روتين ليمون (نبات) fruits, oranges، ليمون حامضs, limes، ليمون فردوسي، berries، دراقes, تفاح، صفيرا اليابان fruits, هليون، نضم معروف، بقدونس، طماطمes, مشمش (فاكهة)s, راوند الحدائق، شاي
  - Isorhamnetin red لفت، goldenrod، mustard leaf، جنكة بيلوبا، بصل.
- فلافانون
  - ليمون (نبات) fruits هيسبيريدين.
  - ليمون (نبات) fruits Naringenin.
  - milk thistle سيليبين.
  - ليمون (نبات) fruits Eriodictyol.
- فلافونيس
  - Acacetin زهرة العنقود السنطية، دميانة.
  - البابونج Apigenin بابونج، كرفس، بقدونس
  - كريسين زهرة الآلام الشائعة، محاري شائع، Oroxylum indicum.
  - ديوسميتين بيقية.
  - اليوسفي اليوسفي and other قشر (نبات)s.
  - بنجر اللوتولين شمندر أحمرs, خرشوفs, كرفس، جزرs, الكرفس اللفتي، لفت سويدي، بقدونس، mint، بابونج، إذخر، أقحوان.
- Flavan-3-ols (فلافانول)
  - كاتيشين شاي أبيض، شاي أخضر، شاي أحمر, grapes, wine, apple juice, cocoa، عدسs, black-eyed بازلاءs.
    - (+) - كاتشين
    - (+) - جالوكاتشين
    - (-) - يبيكاتشين
    - (-) - يبيغالوكاتشين
    - (-) - شاي أخضر Epigallocatechin gallate (EGCG).
    - (-) - Epicatechin 3-gallate

  - شاي أحمر ثيفلافين.
    - شاي أحمر Theaflavin-3-gallate.

  - شاي أحمر Thearubigins.
  - بروانثوسيانيدينس
- فلافانونول
- أنثوسيانيدين (فلافونالس) وأنثوسيان red wine, many red, purple or blue ثمرةs and خضارs.
  - بيلارجونيدين عنب الأحراج، عليق (نبات)، فراولة.
  - بيونيدين عنب الأحراج، توت أزرق، كرز، عنبية حادة الخباء، دراق.
  - سيانيدين red apple & كمثرى (جنس), bilberry, عليق أسود، توت أزرق، كرز، عنبية حادة الخباء، دراق، برقوق، hawthorn، loganberry, cocoa.
  - دلفيندين عنب الأحراج، توت أزرق، باذنجان.
  - Malvidin خبازة، عنب الأحراج، توت أزرق.
  - بيتونيدين

#### الايسوفلافونويدسIsoflavonoids
- الايسوفلافون (فيتويستروغن إستروجين نباتي) use the 3-phenylchromen-4-one skeleton (with no hydroxyl group substitution on carbon at position 2).
  - ديدزين (فورمونونيتين) فول الصويا، برسيم حجازي sprouts, نفل المروج، حمص شائعs, فول سودانيs, كشت ياباني, other بقلs.
  - جينيستين (بيوشانين أ) soy, برسيم حجازي sprouts, نفل المروج، حمص شائعs, فول سودانيs, other بقلs.
  - جلايسيتين soy.
- الايسوفلافانيس
- الايسوفلافانديول
- الايسوفلافين
- Pterocarpans أو Coumestans (فيتويستروغن )
- كومسترول نفل المروج, alfalfa sprouts, soy, peas, كرنب بروكسلs.

#### فلافونوليجنانسFlavonolignans
- سيليمارين خرشوفs, milk شوك (نبات).

#### ليجنان
إستروجين نباتي seeds (كتان، سمسم، يقطين، دوار الشمس، خشخاش (مجموعة نباتات)), whole grains (شيلم مزروع، شوفان، شعير), bran (قمح, oat, rye), fruits (particularly توت (ثمرة)) and vegetables
- ماتيريسينول كتان seed, سمسم seed, شيلم مزروع نخالة and meal, نخالة، بزر الخشخاش، فراولة، كشمش أسودs, قنبيط أخضر.
- كتان seeds, حب الشمسs, سمسمs, يقطين، فراولة، توت أزرق، cranberries، كوسى, blackcurrant, جزرs السمسم، القرع، الفراولة، العنب البري، التوت البري، الكوسة، الكشمش الأسود، الجزر.
- Pinoresinol وlariciresinol[4] سمسم seed, Brassica vegetables.

#### ستيلبينويداتStilbenoids
- ريسفيراترول عنب (skins and seeds, نبيذ), nuts، فول سودانيs, Japanese Knotweed root.
- بتروستيلبين عنبs, blueberries.
- عنبs Piceatannol.
- بينوسيلفين

#### كوركومينويدسCurcuminoids
- الكركمين (يتأكسد إلى الفانيلين) كركم، mustard.

#### العفصTannins

##### العفصات القابلة للتحلل بالماء
- Ellagitannins
  - شاي، توت (ثمرة) والتوت.
  - Castalagins
  - سنديان Vescalagins.[5]
  - كاستالين
  - كازواركتين
  - غراندينين
  - بونيكالين
  - Roburin As
  - تيليماجراندين IIs
  - Terflavin Bs
- جالوتانين
  - دايجالويل جلوكوز
  - 1،3،6-ترايجالويل جلوكوز

##### العفص المكثفCondensed tannins
- Proanthocyanidins horse chestnut كستناء الحصان، عنبية حادة الخباء juice, فول سوداني skin, عنب.
- التانينات بولي فلافونويد
- العفص من نوع الكاتيكول
- عفص Pyrocatecollic
- فلافولان

##### الفلوروتانينPhlorotannins
وهو مستخلص من طحالب بنية species (Ecklonia cava، Sargassum mcclurei), فوقس حويصلي (أرامي (نبات)، فوقس حويصلي).

##### فلافونو-إلاجيتانين <a href="https://en.wikipedia.org/wiki/Flavono-ellagitannin" rel="mw:ExtLink" title="Flavono-ellagitannin" class="cx-link" data-linkid="636">Flavono-ellagitannin</a>
مستخرج من Mongolian Oak (Quercus mongolica).

### حمض عطريAromatic acid

#### أحماض الفينولPhenolic acids
- حمض الساليسيليك نعناع فلفلي، عرقسوس، فول سوداني، قمح.
- الفانيلين وحمض الفانيليك açaí oil، فانيليا beans, قرنفلs.
- حمض الغاليك tea, منجا (فاكهة)، فراولة، راوند الحدائق, soy.
- حمض اللاجيك جوزs, فراولة، cranberries، عليق أسود، جوافة, grapes.
- حمض التانيك nettles، شاي، توت (ثمرة)

#### أحماض هيدروكسي سيناميك
- حمض الكافيين أرقطيون، hawthorn، خرشوف، كمثرى (جنس)، ريحان، زعتر، مردقوش شائع، تفاح، زيت الزيتون.
- حمض الكلوروجينيك قنفذية، فراولة، أناناس، قهوة، دوار الشمس، توت أزرق.
- حمض سيناميك قرفة، صبر (نبات).
- حمض الفيروليك شوفانs, أرز، خرشوف، orange، أناناس، تفاح، فول سوداني، açaí oil.
- كومارين citrus fruits, ذرة (نبات).

### فينيلثانويدسPhenylethanoids
- تايروسول زيت الزيتون.
- هيدروكسي إيروسول زيت الزيتون.
- زيت الزيتون Oleocanthal.
- أوليوروبين زيت الزيتون.

### أُخرى
- Capsaicin فلفل حارs .
- جينجيرول الزنجبيل
- Alkylresorcinols حبة كاملة قمح، شيلم مزروع and شعير.
- بيبيرين فلفل أسود.

## الجلوكوزينات Glucosinolates

### مقدمةلأيزوثيوسيانات
- Sinigrin (مقدمة لأليل isothiocyanate) قنبيط أخضر family, كرنب بروكسل, black mustard.
- Glucotropaeolin (مقدمة لبنزيل أيزوثيوسيانات)
- Gluconasturtiin (مقدمة لفينثيل أيزوثيوسيانات)
- Glucoraphanin (مقدمة للسلفورافان) brassicas: قنبيط أخضر، قرنبيط، كرنب بروكسل، ملفوفs.

### مشتقات الاجليكون
- ديثيولثيونيس (أيزوثيوسيانات )
  - براسيكا سلفورافان brassicas: قنبيط أخضر، قرنبيط، كرنب بروكسل، ملفوفs.
  - أليل إيزوثيوسيانات
  - فينثيل ايزوثيوسيانات
  - البنزيل ايزوثيوسيانات
- Oxazolidine-2-thiones
- النتريل
- الثيوسيانات

### مركبات الكبريت العضوية
- Polysulfides (مركبات الأليوم )
  - أليل ميثيل ثلاثي كبريتيد ثوم، بصلs, leeks، ثوم معمرs, ثوم عسقلانيs.
- كبريتيدات
  - ديليل ثاني كبريتيد ثوم، بصلs, كراثs, ثوم معمرs, ثوم عسقلانيs.
- الليسين ثوم.
- ثوم الليين.
- أليل إيزوثيوسيانات فجل الخيل الريفي، mustard، وسابي.
- قطع Syn-propanethial-S-oxide cut بصل.

### إندول
- Indole-3-carbinol ملفوف، كرنب أجعد، كرنب بروكسلs, لفت سويدي، خردل هنديs, قنبيط أخضر.
- 3،3'-Diindolylmethane أو قنبيط أخضر family, كرنب بروكسل، ملفوف، كرنب أجعد.
- حمض الإندول 3-أسيتيك: هرمون نباتي شائع الحدوث، وهو جزء من عائلة الأوكسين.

## بيتالين
- شمندر أحمرs, سلق، Amaranthus tricolor.
  - بيتانين
  - الايزوبيتانين
  - بروبيتانين
  - النيوبيتانين
- Betaxanthins (إصدارات غير جليكوسيدية)
  - البنجر إنديكسانثين شمندر أحمر, sicilian prickly pear.
  - شمندر أحمر فولجاكسانثين.

## الكلوروفيل
- الكلوروفيلين : Dark green leafy vegetables like سبانخ.[6]

## أحماض عضوية أخرى
- الأحماض الحلقية المشبعة
  - حمض الفيتيك (إينوزيتول هيكسافوسفات) محصول حبوبs, nuts, سمسمs, فول الصوياs, قمح، يقطين، فاصولياءs, لوزs.
  - حمض الكينيك
- حمض الأكساليك orange, سبانخ، راوند الحدائق، شاي and قهوة، موز، زنجبيل، لوز، بطاطا حلوة، فلفل حلو.
- حمض الطرطريك مشمش (فاكهة)s, تفاحs, دوار الشمس، أفوكادو، عنبs, تمر هندي.
- الكاجو حمض الأناكارديك كاجوs, منجا (فاكهة)es
- تفاحs حمض الماليك.
- عنبs حمض الكفتاريك.
- عنبs حمض كوتاريك.
- حمض الفرتاريك

## الأمينات
- بيتانين شمندر أحمر.

## الكربوهيدرات

### السكريات الأحادية
- سداسي wheat, barley.
- بينتوز rye, oat.

### السكريات
- جلوكان بيتا
  - فطر includes other فطر صالح للأكلs الكيتين عيش الغراب الصالح للأكل.
  - جسم فاكهة Lentinan ثمرة بوغية (فطريات) of شيتاكيه (شيتاكيه غزل فطري (LEM)) and other فطر صالح للأكلs.
- فروكتان
  - نباتات إينولين diverse plants, e.g. دوار الشمس الدرني، هندباء برية.
- أحجار اللجنين stones of fruits, vegetables (filaments of the فاصولياء شائعة), محصول حبوبs.
- قشر فاكهة البكتين fruit skin (mainly تفاح and, سفرجل), vegetables.

## مثبطات الأنزيم البروتيني
- مثبطات البروتياز فول الصويا, seeds, بقلs, بطاطاes, بيضة (أحياء)s, محصول حبوبs.